# To Pimp a Butterfly
To Pimp a Butterfly è il terzo album in studio del rapper statunitense Kendrick Lamar, pubblicato il 15 marzo 2015 dalla TDE, Aftermath e Interscope.
Pubblicato in contemporanea all'ascesa del movimento Black Lives Matter, si tratta di un concept album influenzato da stili musicali tipicamente neri come il soul, gospel, funk, jazz e musica psichedelica, e che esplora una grande quantità di temi cari alla cultura afroamericana, quali il razzismo e le disuguaglianze sociali, vertendo anche su esperienze dolorosamente biografiche vissute dal rapper, come il conflitto interiore, il rapporto con il denaro, la celebrità, l'alcolismo, la depressione e l'avvicinamento a Dio.
Negli Stati Uniti diventò il primo album di Lamar a conquistare la 1ª posizione della Billboard 200, facendo registrare una vendita di 324.000 copie nella prima settimana di disponibilità, e due anni più tardi ottenne la certificazione di disco di platino dalla RIAA per il milione di unità distribuite negli USA, mentre a livello globale raggiunse la Top 10 in altri dodici Paesi del mondo e stabilì il record di ascolti nell'arco di un giorno su Spotify. Dall'album furono estratti cinque singoli: i, The Blacker the Berry, King Kunta, Alright e These Walls, tutti entrati simultaneamente nella Hot 100 americana, e un'ulteriore promozione venne fornita dall'inizio del Kunta's Groove Session Tour. Il 15 febbraio 2016 fu il progetto musicale con maggiori nomination alla 58ª edizione dei Grammy Awards, tra cui quella per l'Album dell'anno, aggiudicandosi 4 premi su sette candidature (Miglior album rap, Miglior canzone e Miglior interpretazione rap a Alright e Miglior collaborazione rap per These Walls) che, unite alle quattro relative alle collaborazioni con Flying Lotus in Never Catch Me e Taylor Swift per il singolo Bad Blood, fecero entrare Lamar nel Guinness dei primati come il rapper con il più alto numero di candidature ottenute ai Grammy Awards in una sola notte (11), e in generale preceduto solo da Michael Jackson e Babyface (12).
Distribuito una settimana prima rispetto a quanto previsto a causa di un errore da parte della Interscope Records, ricevette il plauso universale della critica specializzata, e da personalità musicali esterne al rap come David Bowie e aiutò notevolmente Lamar a consolidare il proprio posto fra gli artisti più influenti della sua generazione.
È ritenuto uno dei migliori dischi del 2015 e del XXI secolo, nonché tra gli album più importanti nella storia della musica hip-hop. Nel 2020 la rivista Rolling Stone ha inserito To Pimp a Butterfly al 19º posto della sua lista dei 500 migliori album di tutti i tempi, mentre è stato posizionato da Billboard in vetta alla classifica dei 100 migliori album dell'anno. Compare inoltre nel volume 1001 Albums You Must Hear Before You Die.

## Descrizione

### Antefatti
Il 28 febbraio 2014, durante un'intervista concessa a Matt Diehl per il settimanale Billboard, Kendrick Lamar rivelò di star pianificando gli ultimi dettagli relativi all'uscita di un nuovo album entro il mese di settembre di quell'anno; nel corso della suddetta, dove erano presenti anche Schoolboy Q, Anthony "Top Dawg" Tiffith e Dave Free, fu inoltre ipotizzata la possibilità di rilasciare un mixtape da parte del collettivo Black Hippy. Il 31 luglio venne resa ufficiale la notizia secondo la quale il 9 agosto seguente Lamar avrebbe presentato in anteprima al Sundance NEXT Fest di Los Angeles il suo cortometraggio m.A.A.d., diretto da Kahill Joseph e ispirato all'album Good Kid, M.A.A.D City, uscito due anni prima.

### Registrazione e produzione

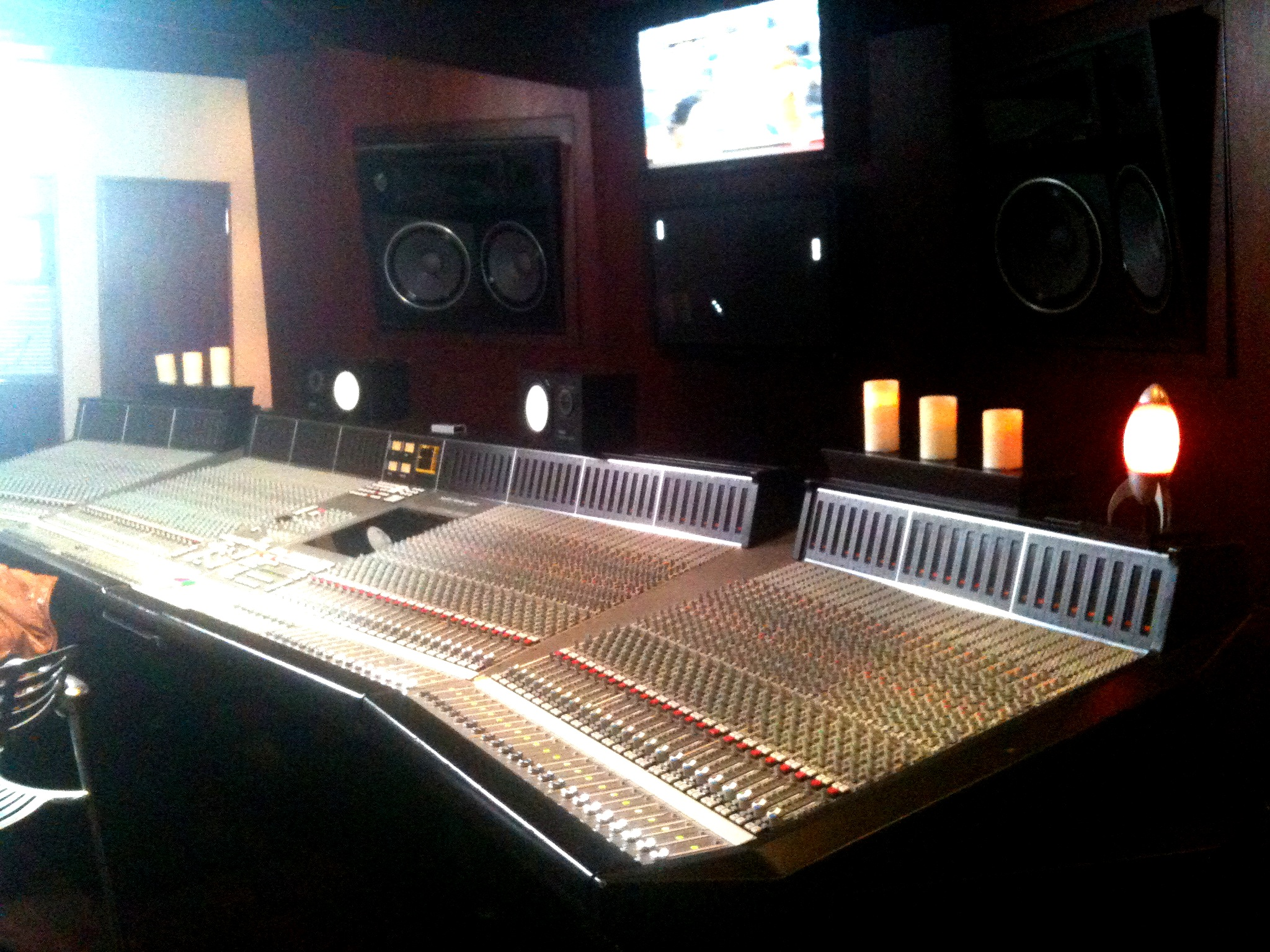
Il banco mixer dei Chalice Recording Studios a Hollywood

To Pimp a Butterfly fu registrato in vari studi; inclusi Chalice Recording Studios, Downtown Studios, House Studios, Notifi Studios e No Excuses Studios. Lamar scrisse il testo della canzone Mortal Man mentre era in tournée con Kanye West durante il suo "Yeezus Tour". Durante l'intero tour, il produttore Flying Lotus suonò a Lamar una selezione di tracce intese per l'album di Captain Murphy (l'alter ego di Flying Lotus). Lamar prese in considerazione tutte le tracce, ma solamente Wesley's Theory, che vede inoltre la presenza di Thundercat e George Clinton, finì sull'album finale. Lotus produsse una versione di For Sale? (Interlude) che alla fine venne scartata, perché Lamar scelse di usare per il disco la versione di Taz Arnold. La rapper statunitense Rapsody appare nell'album, contribuendo con una strofa alla traccia Complexion (A Zulu Love). Lamar aveva richiesto che 9th Wonder contattasse Rapsody per chiederle di partecipare. Rapsody e Lamar discussero della canzone anche se Lamar diede pochissime indicazioni circa il contributo che voleva. Parlando della canzone, lei disse che Lamar aveva già deciso il concetto generale del brano e le uniche indicazioni furono il titolo e l'idea che "...siamo belli indipendentemente dalla nostra razza, ma voleva davvero parlare alla nostra gente e affrontare questa complessità luce contro oscurità".
Nel 2014, Pharrell Williams, che in precedenza aveva già lavorato con Lamar, insieme al produttore Sounwave, suonò il brano Alright durante la manifestazione Holy Ship Festival. La traccia contiene lo stesso campionamento non identificato che Williams aveva utilizzato nella canzone Presidential di Rick Ross dall'album God Forgives, I Don't (2012). Il disco passò attraverso tre differenti fasi di produzione. Successivamente, il produttore Thundercat venne coinvolto nel processo, dopo che Flying Lotus lo portò a vedere l'esibizione di Lamar nello Yeezus Tour. Il singolo principale estratto dall'album, intitolato i, venne prodotto da Rahki. Anche se la versione di i inclusa nell'album è drasticamente differente rispetto a quella del singolo, entrambe contengono un campionamento della canzone That Lady degli Isley Brothers. Lamar disse di essersi personalmente recato a St. Louis a trovare Ronald Isley per chiedergli l'autorizzazione. Isley finì anche per partecipare alla traccia How Much a Dollar Cost insieme a James Fauntleroy. Il produttore e rapper Pete Rock fornì alcuni cori di sottofondo e scratch al brano Complexion (A Zulu Love), ma non contribuì alla produzione della traccia. Il cantante Bilal appare nelle canzoni Institutionalized e These Walls, e non accreditato come corista in U, For Sale? (Interlude), Momma e Hood Politics. Lamar collaborò anche con Prince (e la sua influenza si avverte particolarmente in brani come These Walls), tuttavia, i due ebbero troppo poco tempo disponibile durante la sessione di registrazione e quindi non furono in grado di completare alcun lavoro per l'inclusione nell'album. Lamar raccontò di aver ascoltato spesso, durante la lavorazione dell'album, dischi di Miles Davis e Parliament-Funkadelic.

### Stile musicale
Secondo il musicologo Will Fulton, To Pimp a Butterfly si impegna a celebrare la tradizione della musica nera. In maniera simile a D'Angelo nel suo album Black Messiah del 2014, Lamar "indicizza consapevolmente gli stili musicali afroamericani del passato in un rapporto dinamico di revivalismo nostalgico e avanguardismo". Kyle Anderson di Entertainment Weekly scrisse che l'album "abbraccia l'intera storia della musica nera americana". Il fonico MixedByAli lodò Lamar, dicendo: «[Lamar è] una spugna. Incorpora tutto quello che sta succedendo [in Africa] e nella sua vita per completare un puzzle da un milione di pezzi». Lamar descrisse l'album un'opera "onesta, paurosa e impenitente" che attinge da funk, hard bop, spoken word e soul mentre la critica notò anche tracce di West Coast hip hop e avant-garde. Allison Stewart del The Washington Post scrisse che l'album ha un "filo diretto" con il G-funk. Discutendo dello stile dell'album, il co-produttore Terrace Martin disse: «Se scavi più a fondo, senti il lignaggio di James Brown, Jackie Wilson, Mahalia Jackson, i suoni dell'Africa e della nostra gente quando hanno iniziato qui. Ogni volta ci sento qualcosa di diverso. Ho sentito degli elementi cubani l'altro giorno».
Stereogum descrisse To Pimp a Butterfly un'"ambiziosa dichiarazione avant-jazz-rap", e The Source classificò il disco come un album di "hip hop sperimentale". Dan Weiss di Spin notò "tracce di On the Corner di Miles Davis e sfumature di free jazz sparse dappertutto [...], come anche di There's a Riot Goin' On di Sly Stone e dei Funkadelic, ma ha comunque affermato che "il senso di questo album è vividamente contemporaneo". Altri critici lo hanno invece visto come un ritorno al passato alla musica neo soul degli anni novanta.

### Titolo e copertina
Il titolo dell'album, che può essere tradotto con l'espressione "Sfruttare una farfalla", era originariamente Tu Pimp a Caterpillar (acronimo inverso per Tu.P.A.C., allusione al rapper Tupac "2Pac" Shakur.). Lamar decise di sostituire la parola "caterpillar" (bruco) con "butterfly" (farfalla), spiegando il motivo in un'intervista con MTV: «Usare la parola "farfalla", volevo solo mostrare la luminosità della vita e la parola "magnaccia" (pimp) ha così tanta aggressività e questo rappresenta molte cose. Per me, rappresenta usare la mia celebrità a fin di bene. Un altro motivo è il non essere sfruttato dall'industria attraverso la mia celebrità». Le copie fisiche del disco, inoltre, contengono delle parole in braille (A Kendrick by Letter Blank Lamar) che, se tradotte e riorganizzate, rivelano il "titolo completo dell'album": To Pimp a Butterfly - A Blank Letter by Kendrick Lamar (Una lettera vuota da Kendrick Lamar).
La copertina dell'album, scattata davanti alla Casa Bianca, mostra un gruppo di afroamericani in rivolta che sovrastano il corpo di un giudice bianco.

### I brani

#### Wesley's Theory

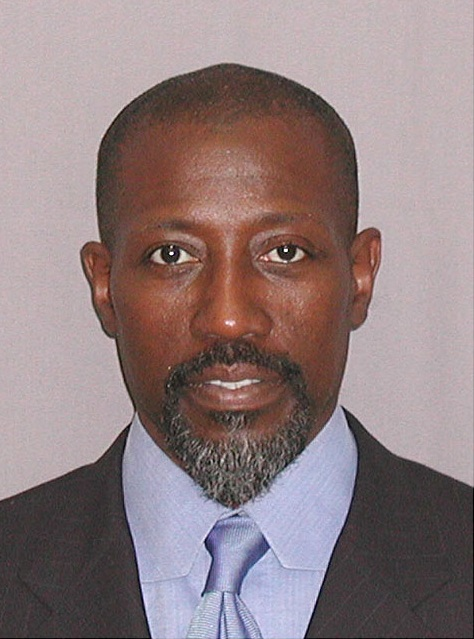
Foto segnaletica di Wesley Snipes.

L'album inizia con un campione del brano Every Nigga is a Star del cantante giamaicano Boris Gardiner, pubblicato nel 1973 e con il quale egli intendeva sovvertire l'accezione dispregiativa del termine "nigger" e risvegliare l'orgoglio nero. Composto con l'aiuto del beat ipnotico di Flying Lotus, il fedele giro di basso di Thundercat strozza il ritornello all'apice del proprio virtuosismo canoro, fungendo da preludio allo sviluppo della metafora costitutiva del disco narrata dalla voce del trombettista Josef Leimberg. Egli esprime più di qualche dubbio circa il futuro dell'integrità morale di Kendrick, mettendolo in guardia sui tanti pericoli del mondo esterno al «bozzolo» di Compton – ossia il ghetto da cui è appena uscito – derivanti dal raggiungimento di un certo livello di fama ("When the four corners of this cacoon collide / You'll slip through the cracks hopin' you'll survive").
Come d'abitudine, Kendrick Lamar decise di trarre l'ispirazione da un episodio di cronaca realmente verificatosi, che in questa circostanza si allaccia alle vicende giudiziarie dell'attore Wesley Snipes, che il 24 aprile 2008 fu condannato a tre anni di carcere per evasione fiscale; secondo Lamar, «nessuno insegna ai poveri maschi neri come gestire i soldi o la celebrità, quindi se hanno successo, i poteri forti li fanno cadere». La canzone è dunque una feroce critica al morboso attaccamento al denaro, mostrando peraltro la facilità con cui, una volta raggiunto il successo, si possono dimenticare le proprie aspirazioni iniziali, cadere vittima dei propri impulsi egoistici e venire sedotti dai piaceri carnali, per poi prosciugarsi tutte le ricchezze accumulate attraverso severe leggi federali. Non a caso, nella seconda strofa è lo stesso Zio Sam, cioè il governo americano, in preda ad uno spasmodico e delirante crescendo, ad incitare Kendrick a sperperare frivolamente i propri soldi in beni materiali di cui non ha bisogno ("Cosa vuoi? Una casa o una macchina? / Quaranta acri e un mulo, un pianoforte e una chitarra") senza badare al costo e alle tasse. Ciò spinge K-Dot a paragonare il rap a una sua prima fidanzata ("At first, I did love you / But now I just wanna fuck") poiché, nonostante all'inizio amasse la musica come forma d'arte, ora è interessato a lei solo come fonte di guadagno personale.
Subito dopo la fine del cantato eseguito dalla leggenda del funk anni '70 George Clinton, leader dei Parliament, fa il suo ingresso la voce di Dr. Dre – tratta da una reale chiamata telefonica registrata in sala d'incisione –, il quale rivolge un ultimo avvertimento al suo "pupillo".
(Dr. Dre)

#### For Free? (Interlude)
Registrata in un'unica take l'8 gennaio 2015, venne scritta da Terrace Martin al rientro nella sua casa di Porter Ranch, a Los Angeles, dopo essersi trattenuto sino a notte fonda ai Chalice Studios con Kendrick Lamar per vedere insieme Mo' Better Blues, film del 1990 diretto da Spike Lee: in particolare, la scena in cui Belek Gilliam (Denzel Washington) si lancia nella scatenata esecuzione di un intermezzo jazz suscitò loro il desiderio di poterlo replicare sotto forma di interludio. Perciò, in fase di sonnecchiante dormiveglia, Martin ne incise una copia dimostrativa suonandola con un baby ground piano per poi inviare il file a Kendrick, il quale intuì le potenzialità della demo e la portò con sé a Santa Monica. In quella sede, con ancora un solo brano rimasto da eseguire per completare l'album, si diede appuntamento la mattina seguente con tre dei suoi più fidati collaboratori: in assenza di Thundercat, la direzione del basso fu ricoperta da Brandon Owens, il producer Craig Brockman dovette calarsi nell'inedito ruolo di organista, mentre i tambureggianti colpi di rullante sono dovuti a Robert Searight; ne scaturì una lunga jam session da cui, poche ore dopo, Lamar procedette al ripescaggio del frammento vincente da inserire nell'album.
Un coro gospel apre i due minuti più caotici del disco: la materia musicale jazzistica di For Free? (Interlude), introdotta dalla sinfonia di ululanti ottoni e un energico assolo di batteria, proietta l'ascoltatore nel bel mezzo di un numero be-bop uptempo (con Kamasi Washington al sax baritono e Robert Glasper al pianoforte) che introduce il monologo interpretato da Darlen Tibbs. Il suo personaggio sembra alludere a quella modalità di flirt chiamata gold digging, attuata perlopiù da donne e mirante ad avventurarsi in relazioni con uomini ricchi per ottenere prestigio sociale, favori o compensi in denaro in cambio di prestazioni sessuali. A questo punto entra in scena la voce in poetry slam di Kendrick, il quale afferma, tra un delirio spasmodico e l'altro, che This dick ain't free (una frase per la prima volta usata dall'amico e collaboratore Schoolboy Q nella sua strofa del pezzo Dope Friend Rental di Danny Brown nel 2013), ribaltando l'idea tipicamente maschile secondo cui «le donne non hanno bisogno di pagare per fare sesso / qualcuno con cui farlo lo trovano sempre».
Esiste quindi una nuova forma di schiavitù a cui Kendrick Lamar si ribella, non più legata al passato di rottura e sofferenza della comunità nera ("Oh America you bad bitch, I picked cotton and I made you rich"), ma alla spietatezza del sistema capitalistico che fa presagire un futuro altrettanto cupo.

#### King Kunta

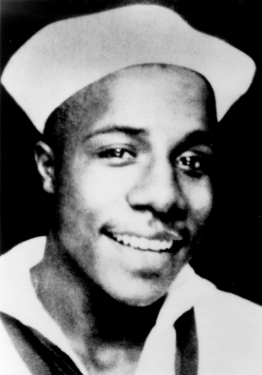
Alex Haley, autore del romanzo Radici, su cui si basa questo pezzo.

Dalle caotiche atmosfere jazz che si respirano nell'interludio For Free?, l'evocativa strofa di chiusura «You ain't no king» si esaurisce nel riempimento di un vibrante giro di basso funky dell'unico pezzo ballabile del disco, King Kunta: i bassi di Thundercat e l'arpeggio della chitarra di Marlon Williams che si snoda durante il ritornello conferiscono alla traccia un'energia vitale; benché si tratti di un motivo molto "catchy" e non particolarmente elaborato dal punto di vista armonico, la complessità del suo sottobosco musicale è denunciata da un gran numero di manipolazioni, passaggi citazionistici – come quello al brano Smooth Criminal (1988) di Michael Jackson – e rifacimenti di sample; l'urlo "We want the funk!" ripetuto nel bridge finale, tratto dall'omonimo singolo del rapper Ahmad del 1994, così come tutte le altre voci di donna è infatti eseguito da Whitney Alford, compagna di Lamar che, da questo momento in poi, diverrà una figura onnipresente nei futuri progetti di Kendrick in vece di interprete, corista e narratrice.
Nel contesto metaforico dell'opera il titolo è un limpido omaggio a Kunta Kinte, lo schiavo nero vissuto nel XVIII secolo e protagonista del romanzo di Alex Haley Radici (Roots: The Saga of an American Family in lingua inglese) in cui viene aggredito, catturato e poi venduto ad un ricco coltivatore del Maryland: per il resto della sua vita Kunta non abbandonerà mai i suoi sogni di libertà, tanto da vedersi tagliare un piede dal suo padrone per evitarne la fuga dopo quattro tentativi. Egli è eretto da Kendrick a simbolo d'indipendenza dall'uomo bianco, poiché rifiutò più volte di cambiare nome e cognome dal suo padrone e integrarsi nella società schiavista; agli occhi di Lamar questo non è che un'ulteriore prova di come la libertà e la totale integrazione di cui credono di godere i ricchi afroamericani sia solo l'ennesima trovata del sistema per sottoporli a una segregazione che «non usa più fruste o catene d'acciaio, ma collane d'oro e belle macchine».
Alla fine del brano fa la sua prima comparsa la poesia che funge da collante per tutto l'album: scritta e interpretata da Lamar, è concepita per guidare gli ascoltatori tra il piano sociale, relativo alla comunità nera, e quello più personale, legato ai conflitti interiori.

#### Institutionalized
Quarta traccia dell'album, nonostante l'incedere soulful house privo di una distinguibile resa emotiva, Institutionalized è il risultato dell'assemblaggio di due beat prodotti rispettivamente da Rahki e Tommy Black e in seguito fusi insieme dando vita ad una spietata denuncia all'ingerenza parassitaria del dollaro (causa di disagio, invidia e perdizione morale per chiunque ne sia schiavo). Tramite l'iniziale segmento ritmico Kendrick sostiene che le sue abitudini, malgrado l'improvvisa ricchezza, siano ancora condizionate da rivalità tra gang, uso di droga, povertà e desolazione urbana – un insieme di tematiche ricorrenti legate all'oscuro passato di Compton («I'm trapped inside the ghetto and I ain't proud to admit it») – e che la sua mentalità ingenua e provinciale non potrà mai assisterlo nella sopravvivenza nel mondo dello show business.
Per modellare la linea narrativa dell'ultimo segmento ritmico, Kendrick effettua un curioso rovesciamento di prospettiva con il quale egli menziona una vicenda legata alla cerimonia di premiazione dei BET Awards nel 2013, ma questa volta narrata dal punto di vista di un amico di Kendrick che, invidiosa di una così pacchiana ostentazione materiale degli artisti neri lì presenti, dovette rinunciare più volte alla tentazione di derubarli tutti dei loro gioielli («So many Rollies around of you and you want all of them / Somebody told me you thinkin' 'bout snatchin' jewerly»). Con voce debole e tremolante, Bilal si cala in un malinconico tributo nei panni della defunta nonna di Kendrick al quale rivolge un benevolo invito a «ripulire sé stesso» prima di disperarsi per tutto il male che avvelena il mondo; l'outro del brano, che si arrende all'impossibile emancipazione dalla vita di quartiere («You can take the boy out the hood but you can't take the hood out the homie»), viene affidata a Snoop Dogg, nei cui confronti Lamar nutriva uno smisurato debito artistico, considerandolo uno dei pilastri della sua formazione musicale.

#### These Walls
Come d'abitudine, Kendrick Lamar decise di trarre l'ispirazione da una storia realmente accaduta, che in questa circostanza narra di come riuscì a sedurre una donna e avere con lei un rapporto sessuale. Al vertice dell'impalcatura sonora di These Walls, preceduta da degli eloquenti gemiti femminili, fu nuovamente posto Robert Glasper, stavolta alla tastiera in un'abbagliante psichedelia neo soul in cui la figura delle pareti ("walls" appunto) viene dapprima associata alle labbra di una vagina che avvolgono il suo pene: da qui il riferimento biblico a Gesù che camminò sulle acque del lago di Tiberiade dinanzi i suoi discepoli, paragonato da Kendrick alla prosecuzione dell'atto quando la donna raggiunge l'orgasmo ("No boat, I float better than he would / No life jacket, I'm not the guard of Nazareth").

Subito dopo il ritornello eseguito da Bilal e Anna Wise viene palesata la natura multiforme delle pareti, ora aventi le sembianze di una prigione mentale dai corridoi labirintici simili alle strade di Compton all'interno della quale Lamar, tormentato dalla spirale di violenza del ghetto, è sempre stato rinchiuso. Il verso inaugurale della terza e ultima parte vede materializzarsi la cella di una prigione vera e propria, dentro la quale Kendrick ha un dialogo con colui che si rivela essere non solo il marito della donna, ma anche l'assassino del migliore amico di Lamar, Dave, il cui omicidio fu peraltro descritto nei minimi dettagli nell'outro di Swimming Pools (Drank) e di cui fece menzione nel primo verso di Sing About Me, I'm Dying of Thirst, entrambe tracce contenute nell'album Good Kid, M.A.A.D City (2012). Nonostante ciò, per quanto sia inebriante il gusto della vendetta compiuta in memoria dell'amico Dave, Lamar è vittima di una lenta discesa nella sofferenza, profonda ma rigeneratrice, causata dall'aver sfruttato la sua popolarità per perseguire scopi egoistici, che viene più volte ribadito dal verso-chiave dell'album:
(These Walls, Kendrick Lamar)
In virtù soprattutto della prestazione vocale di Kendrick Lamar, il brano viene giudicato da lui stesso fra le sue creazioni preferite dell'intero album, una disamina che trovò poi riscontro effettivo nel 2016 con la vittoria nella categoria Miglior collaborazione rap durante la 58ª edizione dei Grammy Awards.

#### U
Si tratta di un doloroso tuffo nel passato la cui scintilla creativa si originò in una stanza d'hotel dopo un concerto dello Yeezus Tour di Kanye West tenutosi il 1º dicembre 2013 alla State Farm Arena di Atlanta, fornendo a Lamar un pretesto di gridare tutta la sua disperazione e far riemergere, in un pezzo intriso di tragico vittimismo («Shoulda killed yo ass a long time ago / You shoulda feeled that black revolver blast a long time ago») la sua prima esperienza con la depressione e il pensiero del suicidio, dovuta a un insieme di fattori, come la nostalgia di casa, le sue palesi difficoltà iniziale nel gestire la fama e il ricordo dell'uccisione di Chad Keaton – il fratellino di un suo amico all'epoca in galera e che aveva chiesto di vigilare su di lui. Durante un'intervista concessa a Rolling Stone Kendrick la giudicò «una delle canzoni più difficili che abbia mai scritto. Vi ho aggiunto insicurezze, delusioni e fragilità, tutta merda deprimente. Ma aiuta, cazzo. Aiuta moltissimo».
La spontanea evoluzione narrativa di These Walls incarnata dal brano è rintracciabile sia nelle liriche fiacche e lamentose che nella melodia vagamente free jazz aperta dal sassofono contralto di Terrace Martin, il quale funge da sottofondo musicale alla ripetitiva «Loving u is complicated» con cui Kendrick si rimprovera, in un monologo esasperato e schizofrenico quasi rotto dal pianto, di non avere fiducia in sé stesso e di essere nient'altro che un «fottuto fallimento». Tale registrazione, come ebbe da dire l'ingegnere del suono MixedbyAli fu per certi versi piuttosto scomoda:
(MixedbyAli)

#### Alright
La fase embrionale degli sviluppi autoriali che portarono alla genesi di Alright risale al viaggio intrapreso da Kendrick Lamar nel marzo 2014 in Sudafrica: dopo essersi recato a Durban, Johannesburg e infine a Città del Capo decise di visitare la cella che ospitò Nelson Mandela durante la sua prigionia nel carcere di Robben Island per ventisette anni. Fu proprio tale esperienza a fungergli da stimolo di riflessione per chiedersi se gli Stati Uniti avessero realmente compiuto dei progressi effettivi in termini dell'uguaglianza razziale con la stessa efficacia di quanto fatto durante la presidenza di Mandela nell'epoca post apartheid, un concetto messo subito in discussione da un breve estratto dal romanzo di Alice Walker Il colore viola, vincitore del Premio Pulitzer e scelto come verso introduttivo «Alls my life I has to fight» ("Per tutta la vita ho dovuto lottare") per un ritratto multiforme dell'America mescolando fiati jazz e ritmi di batteria.

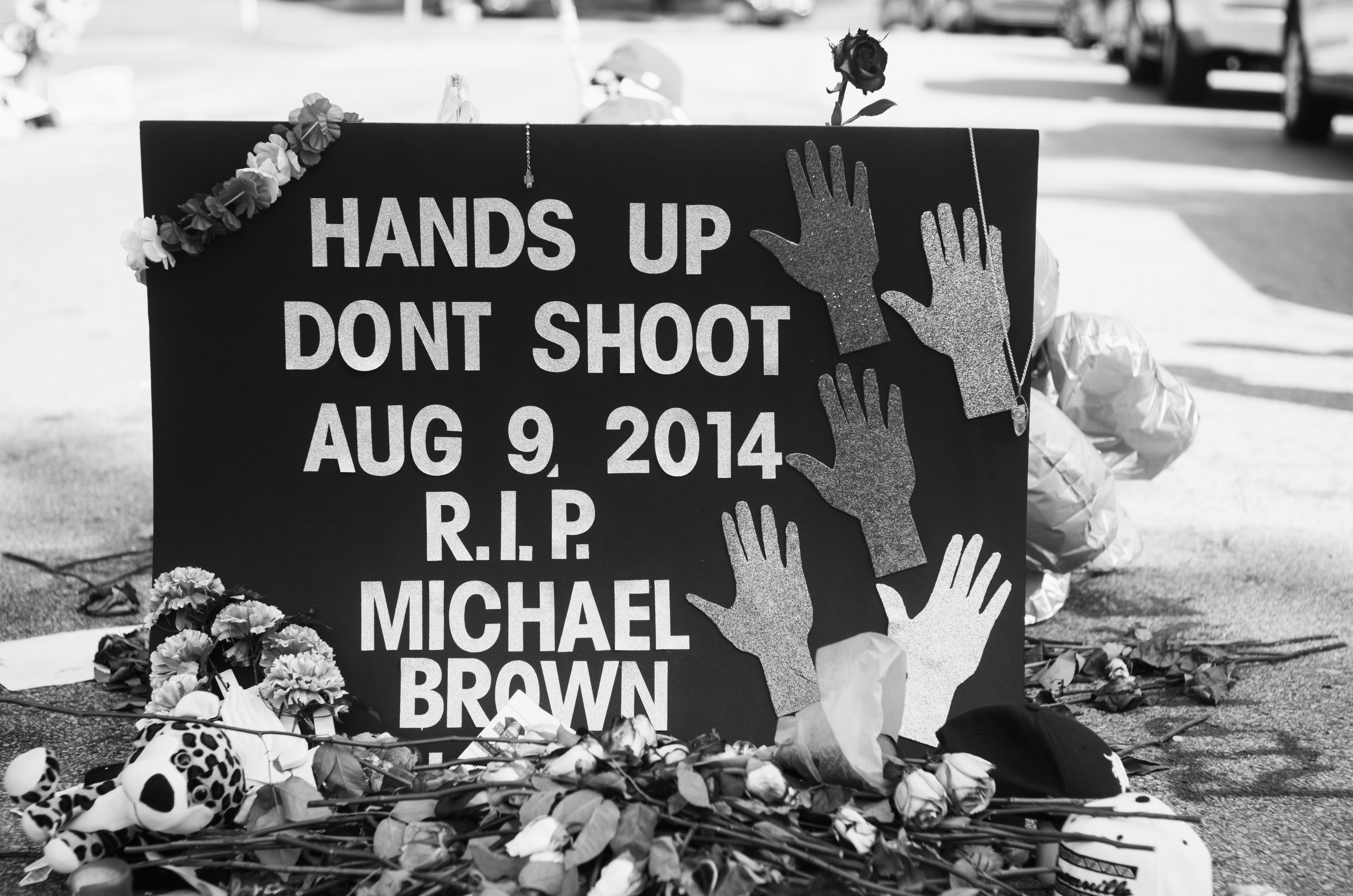
Fiori e cimeli in ricordo di Michael Brown sul luogo della sparatoria il 20 agosto 2014.

Al termine di ogni verso, egli rassicura sé stesso con le parole «We gon' be alright» ("Andrà tutto bene"), un semplice grido di battaglia recitato da Pharrell Williams per una nazione che, a partire dall'estate 2015, fu travolta dal dilagante fenomeno di proteste, manifestazioni pacifiche e disordini sulla scia del movimento Black Lives Matter per denunciare l'ingiustificata brutalità della polizia contro gli afroamericani, soprattutto in seguito all'omicidio di Michael Brown il 9 agosto 2014 a Ferguson, nel Missouri, raggiunto da proiettili sparati dall'agente Darren Wilson. Tuttavia, considerando la delicata situazione che si era venuta a creare a livello nazionale con tali scontri tra manifestanti e forze dell'ordine (molti dei quali sfociati in autentiche tragedie), le parole non opportunatamente calibrate da Lamar rischiavano di gettare benzina sul fuoco risultando forte di fraintendimento agli occhi dell'opinione pubblica, tanto da far pensare a una possibile istigazione all'odio contro la polizia. Lamar smentì questa interpretazione, anche se versi come «And we hate the po-po / Wanna kill us in the street for sho» ("E noi odiamo la polizia / Ci vogliono sicuramente morti e uccisi per strada") potevano comprensibilmente indurre in errore, col pericolo di essere esplosive in quel contesto sociale.
Il testo si rende portavoce di un messaggio di speranza ottimista e universale, che nonostante il dolore riesce a concedersi il tempo di immaginare un futuro migliore con un benevolo invito all'azione («We been hurt, been down before / Nigga, when our pride was low / Lookin' the world like "Where do we go?"»), oltre a descrivere parallelamente anche i pregiudizi che Lamar ha dovuto affrontare prima del debutto, la volontà di superarli e l'orgoglio per i traguardi raggiunti. La religione è una presenza costante nella funzione di guida nella dicotomia bene-male, e un'altra componente citazionista è racchiusa nella frase «Anything, you see my name is Lucy, I'm your dog»: la figura del diavolo ("Lucy") fa riferimento all'opera teatrale Faust di Goethe, dove assume le sembianze di un cane – ossia Cerbero, segugio infernale posto all'ingresso dell'Inferno – per ingannare il protagonista; allo stesso modo, Lucifero cerca di fare amicizia con Kendrick per guadagnarsi la sua fiducia, non riuscendovi in quanto egli ha "ritrovato" sé stesso, pronto a proseguire la sua risalita spirituale. Nel brano vengono menzionati Pat Dawg (cugino di Kendrick morto durante la registrazione del disco) e Chad Keaton, suo amico d'infanzia già compianto in Really Be (Smokin' N Drinkin') di YG.
Pubblicato il 30 giugno 2015, Alright diventò una sorta di «moderno Inno Nazionale Nero», quando i mass media iniziarono a diffondere la notizia che i giovani manifestanti intonavano il ritornello della canzone durante le loro marce.

#### For Sale? (Interlude)
For Sale? (Interlude) è un pezzo soul con velleità pop, le cui parole apparentemente parlano con termini enigmatici di una ragazza, ma in realtà vanno lette come indirizzate a Lucy, la quale si palesa in tutta la sua manipolatrice essenza, ma allo stesso tempo dall'indole salvifica. Ella promette a Lamar di riempirgli le tasche senza chiedere nulla in cambio, tentando di convincerlo: «You introduced me Kendrick» ("mi hai chiamato tu, Kendrick"), ma ottenendo come risposta una rabbiosa critica verso l'ostentazione materiale in voga tra i rapper di successo, già caduti vittima del sortilegio dello Zio Sam. In un'intervista per The Guardian sono stati forniti ulteriori dettagli circa l'identità di Lucy dallo stesso rapper, che afferma:

#### Momma
Il compito di dare inizio al percorso di rinascita spirituale di Kendrick è affidato a Momma, in cui Lamar esprime il bisogno di fare ritorno nella sua terra d'origine, lontano da tutto e da tutti, in modo da potersi misurare con la propria condizione emotiva ed esistenziale e tentando la riconciliazione con Dio.

#### Hood Politics
Volendo procedere al ripescaggio di nuovo materiale per l'album, Martin designò come valido questo brano scritto a New York da Kendrick, il quale aveva concepito un testo pungente e sarcastico dove qualsiasi organismo politico viene deriso e sbeffeggiato, dalle regole di vicinato ("boo boo!") alle lobby nazionali, sino a fondersi in un'unica entità, ossia i "Demo-Crips" e i "Re-Blood-icans", giunti come recita il pezzo «[...] From Compton to Congress». Se in Momma egli palesava con mal celata vergogna di essersi ormai disgiunto dalla vita di quartiere, qui riporta frammenti di gioventù passata dove le violente leggi della strada erano l'unica forma di disciplina riconosciuta da tutti gli abitanti del ghetto, miscelandovi ancora una volta una creazione autoriale preesistente, ossia All For Myself di Sufjan Stevens.

#### How Much a Dollar Cost

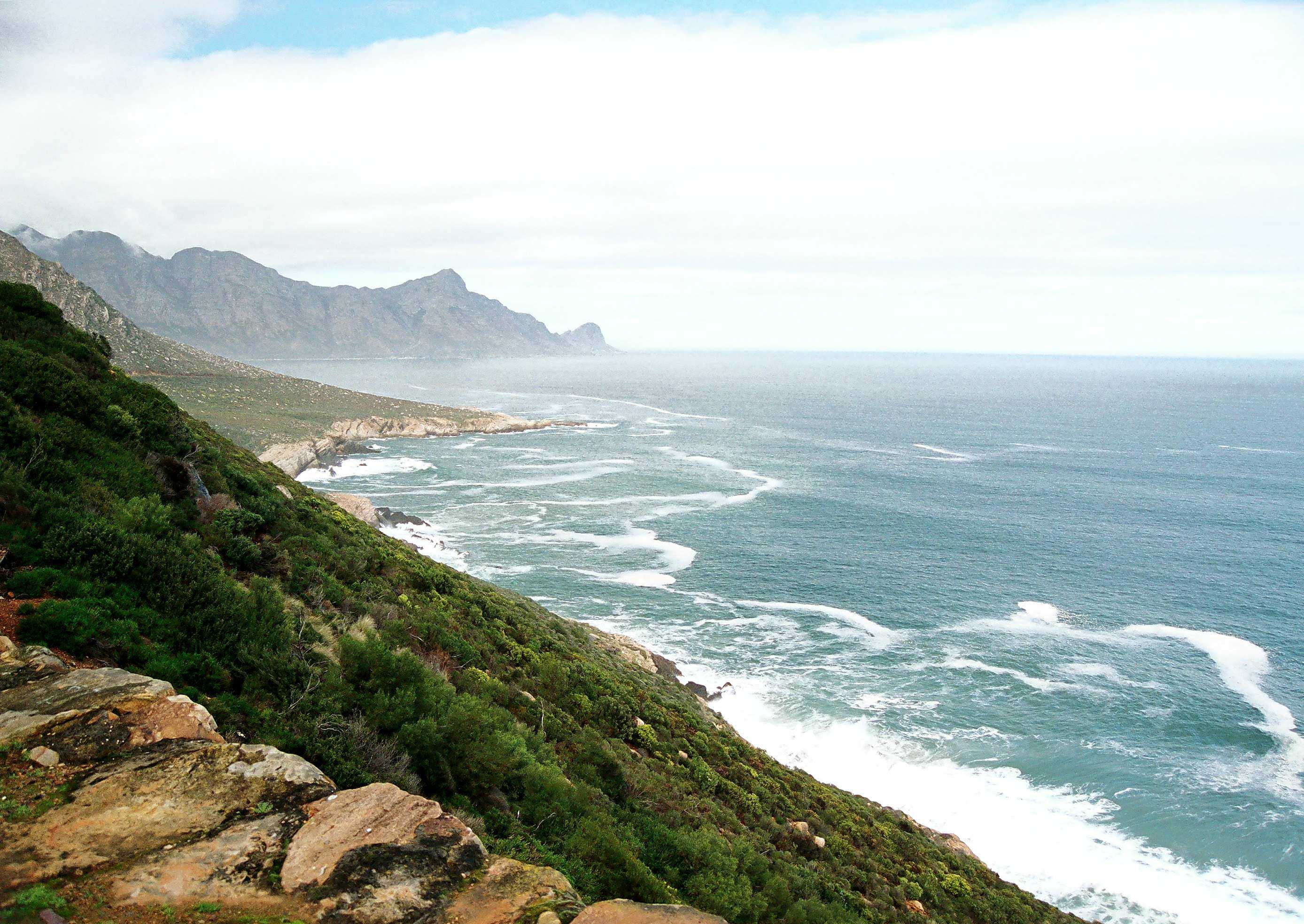
Panorama costiero della Garden Route.

Ballata cupa e riflessiva in pieno stile country-blues, l'idea per la sua creazione iniziò a germogliare nella testa di Lamar durante un viaggio in macchina in Sudafrica. Salito a bordo della sua Chevrolet Impala insieme all'amico Marcellus Wiley, una bella giornata di primavera del 2014 decise di percorrervi un tratto della National Route 2, strada nazionale che si snoda per più di 2200 km lungo la costa del Paese, offrendo al guidatore le vedute panoramiche a strapiombo sull'oceano di Port Elizabeth, della Strada dei Giardini e di Città del Capo, finché – una volta accortosi del serbatoio quasi del tutto prosciugato – volle sospendere l'itinerario fermandosi a una stazione di servizio per un pieno di benzina.
In ossequio alle procedure autoriali tipiche dei suoi brani, anch'esso certifica la smisurata devozione cristiana di Lamar rifacendosi a L'offerta delle vedova, un episodio biblico del Nuovo Testamento tratto dai vangeli secondo Marco e Luca che riflette su come decisioni all'apparenza insignificanti, come gettare due piccole monetine nel tesoro del tempio di Gerusalemme, possano racchiudere delle implicazioni molto più grandi. Allo stesso modo, questa storia viene contrapposta all'esperienza moderna di Kendrick, il quale si vide chiedere da un senzatetto dieci Rand sudafricani (equivalenti a circa un dollaro americano) mentre si apprestava a rifornire il serbatoio della macchina: dapprima Kendrick cerca di ignorarlo, immaginandosi i modi in cui il destinatario avrebbe potuto spenderli ("A piece of crack that we wanted") e i suoi sentimenti di astio ed egoismo vengono sollecitati ulteriormente dai rimproveri dell'uomo. Le tre strofe seguenti sono un crescendo di pathos che conducono al mistico finale a sorpresa, nel quale l'uomo si rivela essere Dio sotto mentite spoglie. Malgrado per il senzatetto un dollaro sia tutto, e per Kendrick sia niente dinanzi alla sua grande ricchezza, quest'ultimo si è dimostrato incapace di rinunciarvi poiché intrappolato nell'avidità, e ciò gli costa il posto in Paradiso, costringendolo così a rivalutare la propria percezione di autostima e responsabilità. La conclusione narrativa del brano si inquadra nella parabola de Le pecore e i capri (Matteo 25:31-46) che descrive il supplizio eterno al quale viene condannato un uomo per aver maltrattato Gesù Cristo travestito da forestiero, ribadendo l'impossibilità di salvezza per chi accusa una mancanza di restituzione ai poveri.
La manifesta rilevanza qualitativa del pezzo fu tale da giungere perfino alle orecchie di Barack Obama, all'epoca presidente degli Stati Uniti d'America, che nel dicembre 2015 lo definì in un'intervista a People «la mia canzone preferita dell'anno».

#### Complexion (A Zulu Love)
Originariamente, Complexion (A Zulu Love) nacque a Washington, da un colloquio telefonico che Lamar ebbe con il producer 9th Wonder il giorno dopo l'uscita del brano Control di Big Sean con l'idea di proporla come demo a Prince, fargli eseguire il ritornello ed affiancarlo a un interprete a scelta ancora da definire. Nonostante Kendrick avesse invitato effettivamente il rocker di Minneapolis in studio per discutere sul progetto, egli ricordò come in quell'occasione «Siamo arrivati a un punto in cui stavamo solo parlando, e più tempo passava più ci rendevamo conto di non aver registrato nulla [...] In due ore esaurimmo tutto il tempo a nostra disposizione»: tale imprevisto, che fece naufragare i piani iniziali per il brano, non scoraggiò Kendrick, il quale insistette per poter contattare la rapper Rapsody, in quel momento impegnata nel dirigere la promozione del suo mixtape She Got Game. Appena ricevuto il beat lei iniziò subito a lavorarci scrivendo la sua strofa, vedendosi fornire da Lamar pochissime indicazioni circa il contributo da lui desiderato, salvo il voler esprimere il concetto generale che "... siamo belli indipendentemente dalla nostra razza, ma volevo davvero parlare alla nostra gente e affrontare questa complessità luce contro oscurità".
Registrato agli House Studios nell'agosto del 2013, il brano fu rimpolpato da vocalizzi di sottofondo e dotato di uno scratch old school iniziale di Pete Rock, che però non si lasciò coinvolgere durante le fasi di produzione: il sottotitolo A Zulu Love racchiude uno dei capisaldi della filosofia Ubuntu (in italiano: "benevolenza verso il prossimo"), un'etica largamente diffusa nell'Africa sub-sahariana aspirante alla costruzione di uno stile di vita basato sulla lealtà, fratellanza, pace universale e rispetto reciproco al di là delle divergenze culturali, barriere linguistiche e varietà etniche perché, come canticchia la voce di Rock, "Complexion don't mean a thing" ("La carnagione non significa niente").

#### The Blacker the Berry
Il 26 febbraio 2012 Kendrick Lamar si trovava all'interno del suo tour bus in vista della sua esibizione prevista il giorno dopo ad Austin, in Texas, come opening act della tappa del Club Paradise Tour di Drake quando, accendendo la televisione, apprese la notizia della morte del diciassettenne Trayvon Martin, ucciso da diversi colpi d'arma da fuoco esplosi dall'agente George Zimmerman durante una sparatoria a Sanford (Florida). Fu così che nel giro di un'ora, accecato dalla rabbia e memore della sorte già toccata a molti dei suoi amici d'infanzia, egli elaborò una stesura provvisoria del testo della canzone, poi integrata dai contributi lirici di un folto gruppo di musicisti radunati in studio dal produttore Terrace Martin composto da Brent Kolatalo, Zale Epstein, Lalah Hathaway e Boi-1da, oltre ai già citati Anna Wise, James Fauntleroy e Thundercat. È un pezzo hip-hop costruito su ritmiche boom bap, la cui durezza sonora viene mitigata sul finire dell'outro da degli arrangiamenti jazz, frutto sia del ritorno di Robert Glasper alla Fender Rhodes che delle lunghe ore passate in studio da Lamar nell'ascolto dei dischi di Miles Davis e dei Funkadelic durante la lavorazione dell'album.

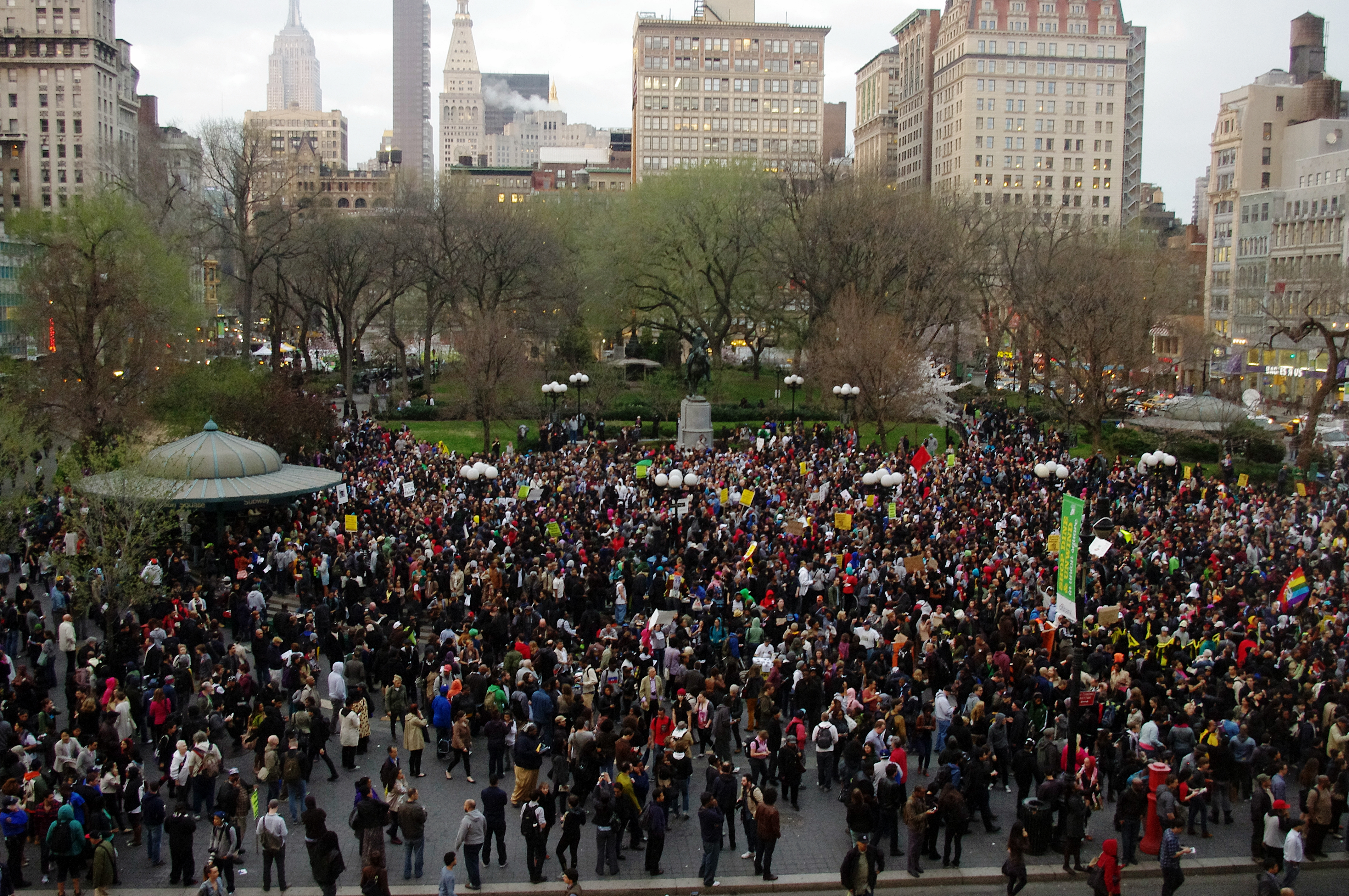
Proteste contro la brutalità poliziesca ad Union Square, a New York, in seguito ai fatti di Sanford.

C'è chi ritiene che dietro alcuni segmenti di The Blacker the Berry si celi la volontà dell'autore di rispondere alle critiche ricevute dopo certi suoi giudizi espressi durante un'intervista a Billboard riguardo la summenzionata tragedia di Michael Brown. Nel 2014 le figure più eminenti della scena hip-hop della East Coast venivano spesso incalzate dai nascenti fenomeni di contestazione affinché si schierassero al proprio fianco sia idealmente che anche, in certi casi, dal punto di vista finanziario: Kendrick Lamar, uno dei rapper più politicizzati dell'epoca, si sentì così chiamato in causa da esporsi sulla vicenda dichiarando: «Come facciamo noi neri a pretendere rispetto quando siamo i primi a farci la guerra tra di noi? Prima di fare un corteo o un saccheggio bisognerebbe iniziare da dentro il ghetto»; tali esternazioni infiammarono ben presto il dibattito pubblico, e Lamar fu tacciato di stare dalla parte della destra conservatrice e di aver scaricato le responsabilità della morte di Brown sulla comunità afroamericana. In realtà, l'opinione di Kendrick — espressa a più riprese — a proposito della piega violenta che Black Lives Matter stava prendendo in quegli anni si basava sullo scoperchiare l'enorme montatura di ipocrisia allestita sull'episodio in questione dai manifestanti.
Per la scelta del titolo Lamar ha dichiarato di essersi ispirato al romanzo di Wallace Thurman La mora più nera (in lingua originale: The Blacker the Berry: A Novel of Negro Life), la cui storia racconta della pratica discriminatoria vigente della stessa comunità afroamericana negli anni '20 del XX secolo operata dai neri di pelle più chiara contro quelli di pelle più scura (colorism). Guidato da inaudita ferocia, Kendrick rivolge un velenoso ed equanime atto di accusa nei confronti sia delle istituzioni politiche che dei neri, colpevoli di essersi fatti abbindolare dai mass media proprio attraverso ciò che credevano potesse salvarli, ovvero la prospettiva di una rivalsa sociale. Lamar si dice ripetutamente «il più grande ipocrita del 2015», e l'ironia, se pur deffarda, isterica e oltraggiosa, lascia spazio al paradosso quando nell'ultimo verso ammette le colpe che condivide con ogni singolo cittadino nero per le incessanti morti precoci: «Why did I weep when Trayvon Martin was in the street / When gang-bagging make me kill a nigga blacker than me? Ipocrite!» ("Perchè ho pianto quando ho visto Trayvon Martin a terra quando le gang mi hanno fatto uccidere un negro più nero di me? Ipocrita!").

#### You Ain't Gotta Lie (Momma Said)
Melodia fiabesca e sognante, abbellita da un rigoglioso sottobosco di note emanate dal sassofono contralto di Martin, è una rievocazione da parte di Kendrick — così come già fatto in Real — della propria madre quando l'autore aveva sedici anni. Lamar stesso ricorda che, al rientro a casa dall'ennesima scorribanda notturna con la sua comitiva di amici, ricevette una chiamata da sua madre, Paula Oliver. «"You ain't gotta lie!"» ("Non devi mentire!") è una frase che la donna gli rivolse in quell'occasione per sollecitarlo a non rinnegare mai più sé stesso in nome della credibilità di strada che il figlio all'epoca tanto ricercava per potersi integrare nella gang di quartiere.
Dopo Poetic Justice, racchiuso nel secondo album Good Kid, M.A.A.D City (2012), You Ain't Gotta Lie è un altro doveroso omaggio a Tupac Shakur e in questo caso la traccia ispiratrice fu Lie to Kick It, uscita postuma nel 1997 con l'album R U Still Down? (Remember Me) e già scelta da Ice Cube tre anni più tardi per modellare la sua You Ain't Gotta Lie (Ta Kick It).

#### i
Inno all'amor proprio, i costituisce un'insolita ambientazione festosa e multicolore ben lontana dalle generali atmosfere buie e introspettive che echeggiano in To Pimp a Butterfly. Difatti non si parla di una creazione del tutto originale, in quanto riprende un sample della hit That Lady del gruppo R&B The Isley Brothers per il cui riutilizzo Kendrick dovette chiedere l'approvazione di Ronald Isley in persona facendogli visita nella sua casa a Saint Louis (Missouri). Le versioni del singolo e dell'album presentano qualche diversità: quella contenuta del disco ha infatti un mixaggio più sporco, pieno di interruzioni, effetti acustici, dissolvenze, battimani, urla e sezioni liriche aggiuntive dello stesso Isley, calato nelle vesti di hype man per invitare la folla a presenziare allo spettacolo.
Mentre il ritornello della traccia "gemella" U è imbevuto di una dolorosa autocommiserazione («Loving you is complicated»), il liberatorio "I love myself" emette un raggio di positività con cui Kendrick — ora assistito dalla sua ritrovata fede in Dio — certifica il riuscito superamento delle insidie legate alla martoriata periferia losangelina che l'ha cresciuto. Nell'interludio finale Kendrick rende omaggio a James Brown con un discorso pubblico ricalcante quello tenuto proprio dal "padrino del Soul" durante il concerto tenuto il 5 luglio 1968 al Boston Garden e trasmesso in diretta TV dalla WGBH-TV nel tentativo di scongiurare possibili ondate di violenza in città già abbattutesi nel resto degli Stati Uniti in seguito all'assassinio di Martin Luther King.

#### Mortal Man

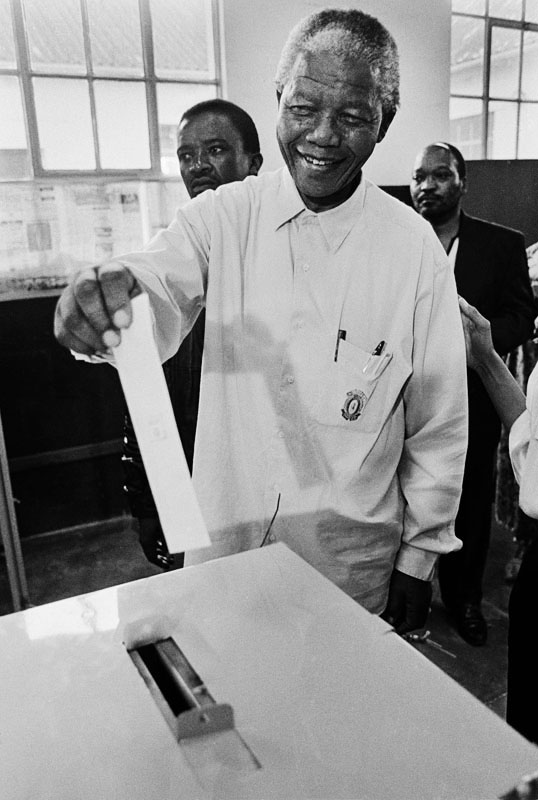
Nelson Mandela vota in occasione delle elezioni generali in Sudafrica nel 1994, al termine delle quali sarà eletto Presidente della Repubblica.

Con i suoi 12 minuti di durata, Mortal Man è la canzone più lunga dell'album, e costituisce una struggente riflessione nella quale Kendrick ragiona sull'eredità spirituale che lascerà in futuro, in relazione a quella offerta al mondo da Nelson Mandela – il cui sentimento di devozione è cuore pulsante dell'intera opera – e altri grandi leader della tradizione nera, come Huey Newton e Malcolm X, chiedendosi se sarà degno di questo onore. In quello che sembra essere un dialogo tra Kendrick e Tupac Shakur, esso risulta modellato sulla base di un'intervista del 1994 che il defunto rapper di New York ha concesso al programma radiofonico svedese P3 Soul, in cui Lamar si sostituisce al conduttore Mats Nileksär; Makaveli risponde a tutti i quesiti che gli vengono posti sull'influenza esercitata dalla musica sulla società e il ruolo vitale che può svolgere nel portare a nuove intuizioni e prospettive, tranne l'ultimo, a simboleggiare la sua morte improvvisa e le domande che ha lasciato senza risposta.

## Pubblicazione

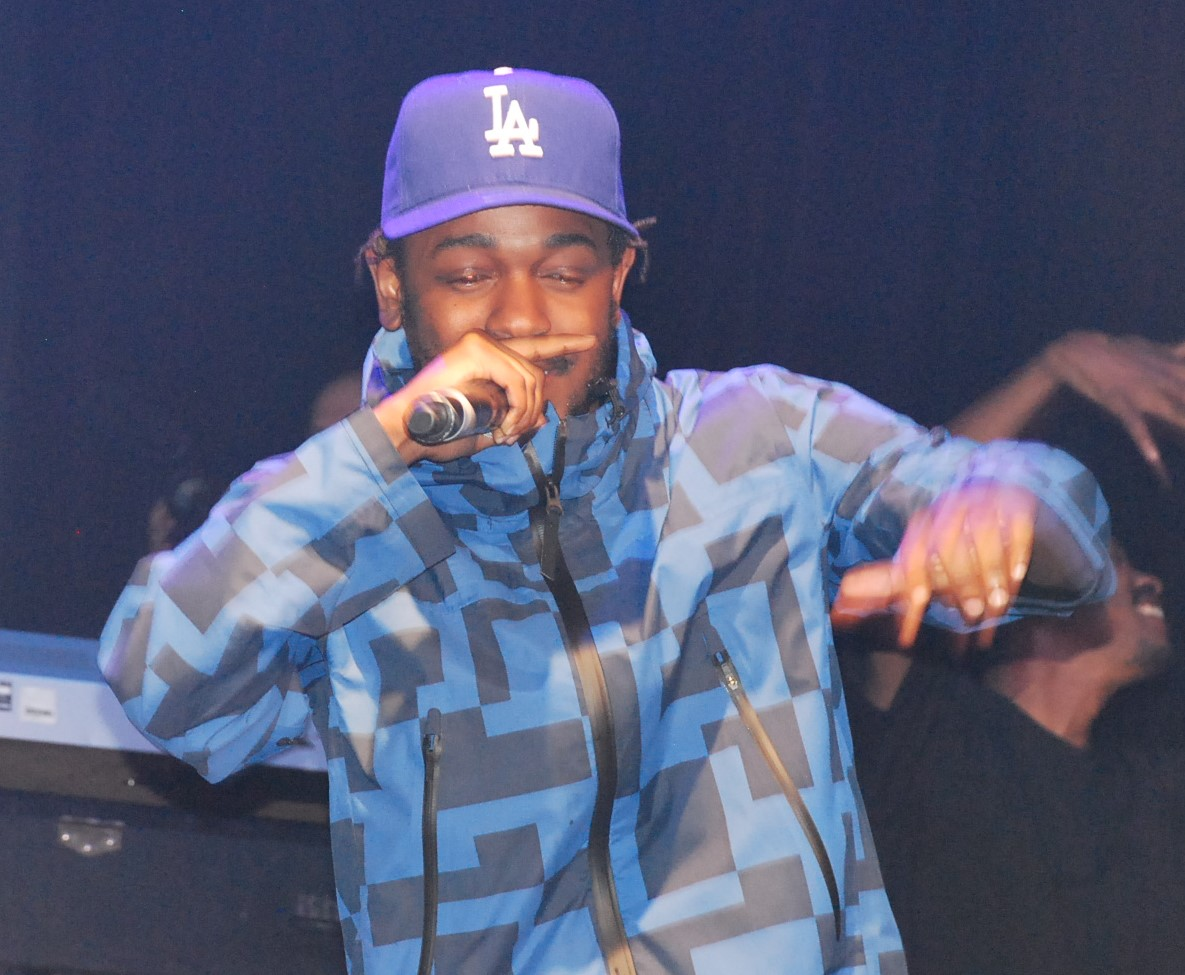
Kendrick Lamar nel 2015

L'uscita dell'album fu preceduta dalla pubblicazione di due singoli: I il 23 settembre 2014 e The Blacker the Berry nel febbraio 2015. Il primo divenne il sesto singolo di Kendrick Lamar nella top 40 della Billboard Hot 100 negli Stati Uniti e fu eseguito al Saturday Night Live. King Kunta fu pubblicato come terzo singolo nel marzo 2015, e Alright lo seguì il 30 giugno. Quest'ultimo divenne una sorta di inno del movimento Black Lives Matter, quando i media iniziarono a diffondere la notizia che i giovani manifestanti contro la brutalità poliziesca intonavano il ritornello della canzone. Principalmente in virtù di questo, Lamar fu inserito dalla rivista Ebony nella sua classifica "Power 100", una lista annuale che indica i leader più rappresentativi del momento della comunità afroamericana. These Walls fu pubblicato come quinto singolo il 13 ottobre. Oltre ai video musicali per i singoli, anche per la canzone For Free? (Interlude) fu realizzato un video, e anche per U e For Sale? (Interlude) come parte del cortometraggio God Is Gangsta. In supporto all'album, Lamar si imbarcò nel Kunta's Groove Sessions Tour, che incluse otto concerti in otto città diverse nel periodo tra ottobre e novembre.
To Pimp a Butterfly fu dapprima diffuso su iTunes Store e Spotify il 15 marzo 2015, otto giorni prima la data prefissata di pubblicazione. Secondo Anthony Tiffith, CEO di Top Dawg Entertainment, l'uscita anticipata non fu intenzionale, ma apparentemente da imputarsi a un errore da parte della Interscope Records. Il giorno seguente, il disco fu ritirato da iTunes, e la pubblicazione rimandata al 23 marzo, nonostante continuasse ad essere disponibile per lo streaming su Spotify. Nella prima settimana di uscita, To Pimp a Butterfly esordì al primo posto in classifica nel Regno Unito, in Australia, e negli Stati Uniti, dove registrò vendite nella prima settimana di 324,000 copie. L'album ebbe 9.6 milioni di download nel suo primo giorno di presenza su Spotify, stabilendo il record di scaricamenti in un singolo giorno per la piattaforma. Alla fine del 2015, To Pimp a Butterfly si classificò al sedicesimo posto nella lista degli album più popolari dell'anno nella classifica Billboard 200 con vendite di oltre un milione di copie fisiche nel mondo. Nel marzo 2016 è stato certificato disco di platino dalla Recording Industry Association of America (RIAA) negli Stati Uniti.

## Tracce
1. Wesley's Theory (feat. George Clinton & Thundercat) – 4:47 (Kendrick Duckworth, George Clinton, Steven Ellison, Ronald Colson, Sounwave, Steven Bruner, Boris Gardiner, Mark Spears)
2. For Free? (Interlude) – 2:10 (Kendrick Duckworth, Terrance Martin, Rose McKinney)
3. King Kunta – 3:54 (Kendrick Duckworth, Mark Spears, Terrance Martin, Johnny Burns, Michael Jackson, Ahmad Lewis, Stefan Gordney)
4. Institutionalized (feat. Bilal, Anna Wise & Snoop Dogg) – 4:31 (Kendrick Duckworth, Columbus Smith III, Fredrik Halldin, Sam Barsh)
5. These Walls (feat. Bilal, Anna Wise & Thundercat) – 5:00 (Kendrick Duckworth, Terrance Martin, Larrance Dopson, James Fauntleroy, Mark Spears, Rose McKinney)
6. U – 4:28 (Kendrick Duckworth, Taz Arnold, Michael Brown, Mark Spears)
7. Alright – 3:39 (Kendrick Duckworth, Pharrell Williams, Mark Spears)
8. For Sale? (Interlude) – 4:51 (Kendrick Duckworth, Taz Arnold, Mark Spears, Terrance Martin)
9. Momma – 4:43 (Kendrick Duckworth, Glen Boothe, Taz Arnold, Sylvester Stewart, Lalah Hathaway, Rahsaan Patterson, Rex Rideout)
10. Hood Politics – 4:52 (Kendrick Duckworth, Donte Perkins,  Mark Spears, Steven Bruner, Sufjan Stevens)
11. How Much a Dollar Cost (feat. James Fauntleroy & Ronald Isley) – 4:21 (Kendrick Duckworth, Terrance Martin, Josef Leimberg, Rose McKinney, James Fauntleroy, Ronald Isley)
12. Complexion (A Zulu Love) (feat. featuring Rapsody) – 4:23 (Kendrick Duckworth, Steven Bruner, Mark Spears, Marlanna Evans, Terrance Martin, Tyran Donaldson II)
13. The Blacker the Berry – 5:28 (Kendrick Duckworth, Matthew Samuels, Stephen Kozmeniuk, Ken Lewis, Brent Kolatalo, Jeffrey Campbell, Alexander Izquierdo, Zale Epstein, Terrance Martin)
14. You Ain't Gotta Lie (Momma Said) – 4:01 (Kendrick Duckworth, Terrance Martin, Rose McKinney, Josef Leimberg, Mark Spears)
15. I – 5:36 (Kendrick Duckworth, Columbus Smith, Ronald Isley, O'Kelly Isley Jr., Ernie Isley, Marvin Isley, Rudolph Isley, Christopher Jasper)
16. Mortal Man – 12:07 (Kendrick Duckworth, Mark Spears, Steven Bruner, Fela Anikulapo Kuti)

## Accoglienza
| Recensione           | Giudizio |
| -------------------- | -------- |
| AllMusic             | [ 194 ]  |
| Billboard            | [ 195 ]  |
| Chicago Tribune      | [ 196 ]  |
| The Daily Telegraph  | [ 197 ]  |
| Entertainment Weekly | A        |
| The Guardian         | [ 199 ]  |
| HipHopDX             | [ 200 ]  |
| Metacritic           | 96/100   |
| NME                  | [ 202 ]  |
| Pitchfork            | 9.3/10   |
| Robert Christgau     | A-       |
| Rolling Stone        | [ 205 ]  |
| USA Today            | [ 206 ]  |

Il successo di critica dell'album fu enorme; basti pensare che tre delle più importanti testate musicali ossia Billboard, Rolling Stone e Pitchfork, così come molte altre webzine e riviste tra cui Consequence, Entertainment Weekly, Spin, The Guardian e Vice, lo hanno collocato in vetta alle classifiche dei migliori album del 2015. Tra gli altri media più importanti nel settore musicale, NME lo ha posizionato al numero 2 nella classifica degli album migliori dell'anno.
Inoltre, il 7 ottobre 2019 la testata Pitchfork ha inserito la traccia Alright al primo posto della classifica relativa alle migliori duecento canzoni del decennio 2010-2019. Sebbene l'accoglienza positiva da parte della critica fu quasi unanime, ci fu comunque qualche voce fuori dal coro che definì l'album più importante dal punto di vista sociale piuttosto che per i suoi meriti prettamente musicali. Per esempio, il critico del New York Times Jon Caramanica fu meno entusiasta di altri, sentendo che Lamar era ancora in lotta per conciliare la sua densità di paroliere con la musica sulla quale rappava: "Non ha superato la sua tendenza al disordine [e] corre ancora il rischio di soffocamento". In The Guardian, Alexis Petridis scrisse che la musica di To Pimp a Butterfly non è memorabile e include "momenti di autoindulgenza" come i "dodici minuti di Mortal Man e le riflessioni di Lamar sulla fama". Tuttavia, Petridis assegnò comunque quattro stelle su cinque all'album. In netta controtendenza, il critico musicale italiano Piero Scaruffi definì To Pimp a Butterfly "un album superficiale e, sostanzialmente, mediocre di un artista a cui manca l'energia viscerale dei Public Enemy e dei Tackhead e che non possiede neanche la profondità poetica di Kanye West e il genio musicale di El-P". Nel 2020 la rivista Rolling Stone ha inserito To Pimp a Butterfly al 19º posto nella terza revisione della sua lista dei 500 migliori album di tutti i tempi.

## Impatto culturale
L'immediata influenza culturale generata dall'album fu vista da alcuni critici come un "manifesto dell'emancipazione razziale", che ha contribuito a creare uno spazio rispettato per l'hip hop consapevole e sarà venerato dagli appassionati di musica per i decenni a venire. Scrivendo per Highsnobiety, Robert Blair disse: «[To Pimp a Butterfly] è il momento cristallizzato nel tempo in cui Kendrick è diventato la voce artistica più potente di una generazione». Il giornalista di Uproxx Aaron Williams disse che l'album "ha dimostrato che il rap sperimentale di sinistra può funzionare sia in ambito critico che commerciale". Il sassofonista jazz Kamasi Washington affermò: «Il disco cambiò la musica, e stiamo ancora vedendo gli effetti [...] [l'album] dimostra che la musica intellettualmente stimolante non deve essere per forza underground. Non ha cambiato solo la musica. Ha cambiato il pubblico». To Pimp a Butterfly fu una delle influenze di David Bowie per il suo album Blackstar del 2016. Il produttore Tony Visconti ricorda che lui e Bowie ascoltavano molto Kendrick Lamar: «Ci piaceva il fatto che Kendrick era di così ampie vedute e non si era limitato a fare un disco di semplice hip-hop. Ci aveva messo dentro di tutto, e questo era quello che volevamo fare noi». Prince dichiarò in un'intervista di essere un fan di To Pimp a Butterfly e di Lamar, dicendo: «[Lamar] ha qualcosa da dire [...] [To Pimp a Butterfly è] puro. E con Thundercat sull'album? Dai... Alright non uscirà presto dalla mia playlist!».

## Classifiche

### Classifiche settimanali
| Classifica (2015-25) | Posizione massima |
| -------------------- | ----------------- |
| Australia            | 1                 |
| Austria              | 15                |
| Belgio (Fiandre)     | 4                 |
| Belgio (Vallonia)    | 16                |
| Canada               | 1                 |
| Danimarca            | 3                 |
| Finlandia            | 14                |
| Francia              | 17                |
| Germania             | 7                 |
| Giappone             | 37                |
| Irlanda              | 6                 |
| Italia               | 32                |
| Norvegia             | 2                 |
| Nuova Zelanda        | 1                 |
| Paesi Bassi          | 9                 |
| Polonia              | 74                |
| Portogallo           | 21                |
| Regno Unito          | 1                 |
| Spagna               | 91                |
| Stati Uniti          | 1                 |
| Svezia               | 10                |
| Svizzera             | 3                 |
| Ungheria             | 34                |

### Classifiche di fine anno
| Classifica (2015) | Posizione |
| ----------------- | --------- |
| Australia         | 23        |
| Belgio (Fiandre)  | 40        |
| Belgio (Vallonia) | 173       |
| Canada            | 23        |
| Danimarca         | 52        |
| Nuova Zelanda     | 32        |
| Paesi Bassi       | 32        |
| Regno Unito       | 55        |
| Stati Uniti       | 16        |
| Classifica (2016) | Posizione |
| Australia         | 65        |
| Stati Uniti       | 61        |
| Classifica (2017) | Posizione |
| Stati Uniti       | 181       |
| Classifica (2024) | Posizione |
| Portogallo        | 147       |